# Argamasse

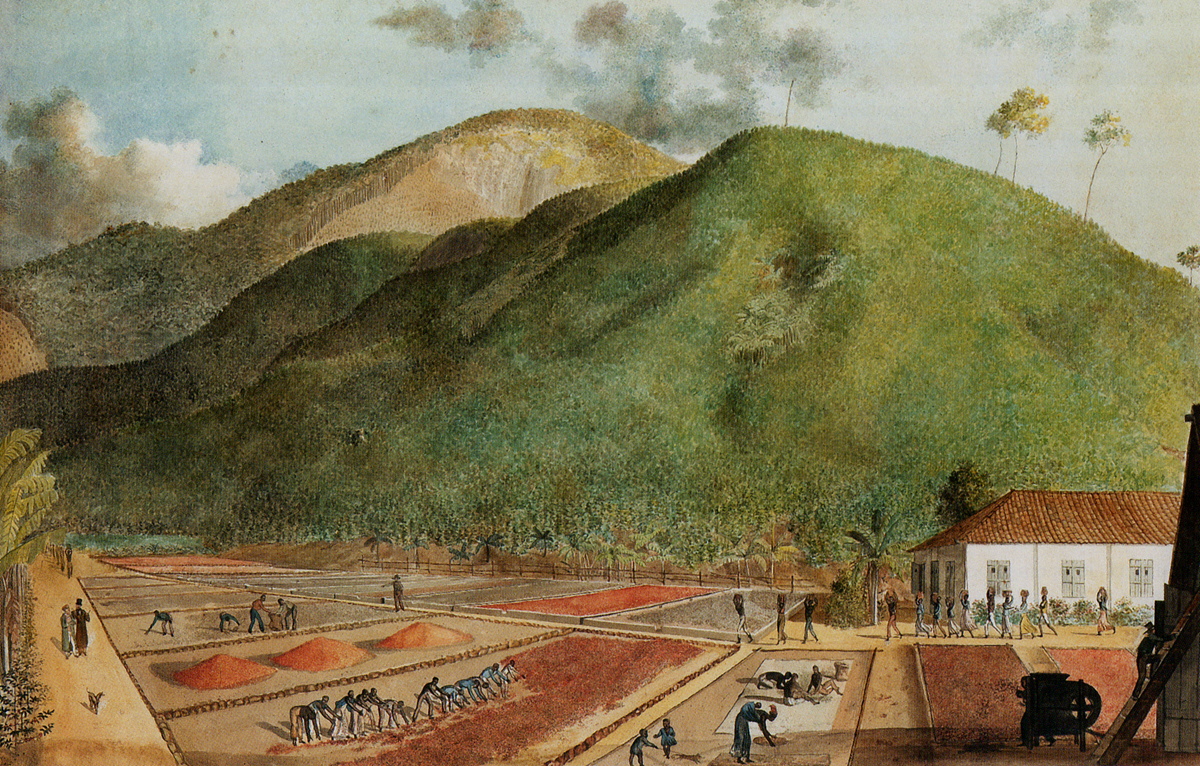
Aquarelle de Jean-Joseph Patu de Rosemont représentant des argamasses à l'île Bourbon.

Une argamasse est une aire plane où l'on fait sécher le café au soleil. Elle se présente généralement sous une forme rectangulaire, et est souvent placée sur les toits de bâtiments présentant un toit-terrasse.

## Historique
Nom féminin d'origine indo-portugaise (argamassa), l'argamasse ou argamaste (en créole argamass, largamass), est un mortier constitué de sable, de brique pilées, de chaux, de blancs d’œuf, de lait caillé, de matières grasses, utilisé pour enduire les murs et les toits-terrasse. Au XVIIIe siècle, alors que la culture du café Bourbon se développe, la Compagnie des Indes fait venir à l'île Bourbon des artisans indiens qui transmettent la recette du mélange du mortier. Très vite, le terme désigne également la surface plane de séchage du café.